# Тейшеба
Тейшеба́ (урарт. DIM, Dte-e-i-še-ba) — урартский бог грома и войны, второй по значимости бог урартского пантеона, следом за верховным богом Халди. Супругой бога Тейшеба считалась богиня Хуба, его символом, как правило, был бык, хотя иногда Тейшеба изображался также на льве. Их сыном был бог Турани.
Большинство элементов урартской религии были заимствованы в Месопотамии, и бог Тейшеба был урартским аналогом ассирийского бога Адада и даже обозначался в урартской клинописи той же идеограммой. Несомненно, связан с хурритским богом Тешубом.
Существует также версия, что бог Тейшеба был заимствован урартами из Месопотамии не напрямую, а посредством хеттской мифологии. Известный урартский город Тейшебаини, располагавшийся на холме Кармир-Блур в Армении, был назван в честь бога Тейшебы.
Согласно урартским клинописным текстам жертвоприношение для бога Тейшеби должно было составлять 6 быков и 12 овец.
| | | |                                                           |
| Бронзовая статуэтка бога Тейшебы, обнаруженная при раскопках Тейшебаини, Исторический музей Армении | Барельеф с изображением божества из развалин урартской крепости в Адильджевазе и его прорисовка. Ванский музей. | Барельеф с изображением божества из развалин урартской крепости в Адильджевазе и его прорисовка. Ванский музей. | Обломок урартского трона из Топрак-кале, бронза, Эрмитаж. |